# الواقعية المباشرة وغير المباشرة

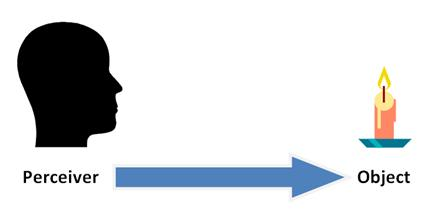

نشأ موضوع الواقعية المباشرة أو الساذجة، بوصفها المقابل للواقعية غير المباشرة أو التمثيلية، في فلسفة الإدراك والذهن، نتيجة الجدل حول طبيعة التجربة الواعية؛ فيكمن السؤال الإبستمولوجي حول ما إذا كان العالم الذي نراه من حولنا هو العالم الحقيقي نفسه أم أنه مجرد نسخة إدراكية داخلية من ذلك العالم نتيجة العمليات العصبية داخل أدمغتنا. تُعرف الواقعية الساذجة بوصفها واقعية مباشرة، في حين تطورت لمواجهة الواقعية غير المباشرة أو التمثيلية، وتعرف أيضًا بوصفها ثنائية إبستمولوجية، وهو الموقف الفلسفي الذي يرى أن تجربتنا الواعية ليست هي العالم الحقيقي نفسه ولكنها تمثيل داخلي، ونسخة طبق الأصل من الواقع الافتراضي المصغر لهذا العالم.
تتكافأ الواقعية غير المباشرة إلى حد كبير مع النظرة المقبولة للإدراك في العلوم الطبيعية، والتي تنص على أننا لا ندرك العالم الخارجي كما هو موجود في الواقع ولا يمكننا أن ندركه، ولكننا نعرف فقط أفكارنا وتفسيراتنا للطريقة التي يوجد بها هذا العالم. وتعتبر النزعة التمثيلية واحدة من الافتراضات الأساسية لنزعة الإدراك المعرفي في علم النفس. وسوف ينكر صاحب المذهب الواقعي التمثيلي تماسك فكرة المعرفة المباشرة أو المستمدة من مصدرها الأول، لأن المعرفة تأتي دائمًا من خلال بعض الوسائط. وتعتبر أفكارنا بشأن العالم، تفسيرات للمدخلات الحسية المستمدة من العالم الخارجي الذي يمثل الواقع (على عكس وجهة نظر المذهب المثالي الذي يرى أن الأفكار فقط هي الحقيقية بينما وجود الأشياء المستقلة عن الذهن فغير حقيقي). وهناك اتجاه بديل مضاد للنزعة التمثيلية، إذ يرى أن الإدراك لا يمثل عملية بناء للتمثيلات الداخلية.

## التاريخ
كان أرسطو أول من قدم وصفًا للواقعية المباشرة. فيصف في كتابه (في النفس)، كيفية اطلاع الرائي على الأشياء نفسها من خلال صورتها الهيلومورفية (المادة-الصورة)، والتي تُنقَل عبر وسط مادي متصل ومتداخل مع انطباعها في العين. وقد دافع القديس توما الأكويني عن الواقعية المباشرة، في فلسفة العصور الوسطى. وكانت الواقعية غير المباشرة شائعة لدى العديد من الفلاسفة في أوائل العصر الحديث، بما في ذلك رينيه ديكارت وجون لوك وجوتفريد فيلهيلم لايبنتز وجورج باركلي ودافيد هيوم.
ودافع توماس ريد عن الواقعية المباشرة، وهو من المنتمين البارزين لمذهب واقعية الحس المشترك في اسكتلندا. ونُسبت إلى باروخ سبينوزا آراء في الواقعية المباشرة. وتبنى كانط الذي تلا فلاسفة العصر الحديث المتأخرين أمثال فيشتة وهيجل، مذهبًا في الواقعية التجريبية. ودافع جون كوك ويلسون أيضًا عن الواقعية المباشرة في محاضراته في أكسفورد (1889 – 1915). وأيد جوتلب فريجة من ناحية أخرى، في مقالته عام 1892 بعنوان (في المعنى والإشارة) الواقعية غير المباشرة. ودافع عن الواقعية غير المباشرة في الفلسفة المعاصرة كل من إدموند هوسرل وبرتراند راسل. ودافع عن الواقعية المباشرة كل من هيلاري بوتنا وجون ماكدويل وجالين ستراوسون وجون سيرل.
وقد تعرضت الثنائية الإبستمولوجية مع ذلك، إلى هجوم متواصل من الفلاسفة المعاصرين الآخرين، أمثال لودفيج فيتجنشتاين (حجة اللغة الخاصة) ومقال ويلفريد سيلارز الأساسي (التجريبية وفلسفة الذهن). وطُرحت الواقعية غير المباشرة بوصفها تمثل إشكالية بسبب حجة التراجع والتقزم لدى رايل. وأصبح الاعتماد مؤخرًا على حجة اللغة الخاصة وعلى اعتراض التقزم، محلًا للهجوم. فيمكن القول إن أولئك الذين يُحاججون بشأن (الوجود الداخلي) لاستخدام مصطلح أنطي ريفونسو، لا يقدمون مرجعًا أو إشارة خاصة مع تطبيق اللغة لتكون خاصة، وبالتالي تكون غير قابلة للمشاركة، بل استخدامًا عامًا للغة. وليس هناك شك في أن كلًا منا يمتلك فهمًا خاصًا للغة العامة، وهو المفهوم المُدعم من الناحية التجريبية؛ فيشير جورج شتاينز إلى استخدامنا الشخصي للغة بوصفها لهجة فردية، ولغة خاصة بنا بتفاصيلها.